# Rio Or
O rio Or (em russo:  Орь) é um rio do óblast de Oremburgo, na Rússia e da província de Aqtöbe, no Cazaquistão, sendo afluente do rio Ural. Tem comprimento de 332 km, uma bacia hidrográfica de 18600 km² e um caudal médio de 21,3 m³/s.
O rio é formado pela confluência dos rios Shiyli e Terisbutak, que têm as suas fontes nas vertentes ocidentais dos montes Mugodzhar, e une-se ao Ural na cidade de Orsk.
A maior parte da sua água provém da fusão da neve. O caudal médio, a 61 km da foz, é de 21,3 m³/s. Há inudações de abril a meados de maio. No resto do ano, o nível da água é muito baixo. O rio congela em finais de outubro e fica bloqueado pelo gelo até março ou abril. É usado para rega e abastecimento de água.